# Liste der Schweizer Botschafter in der DDR

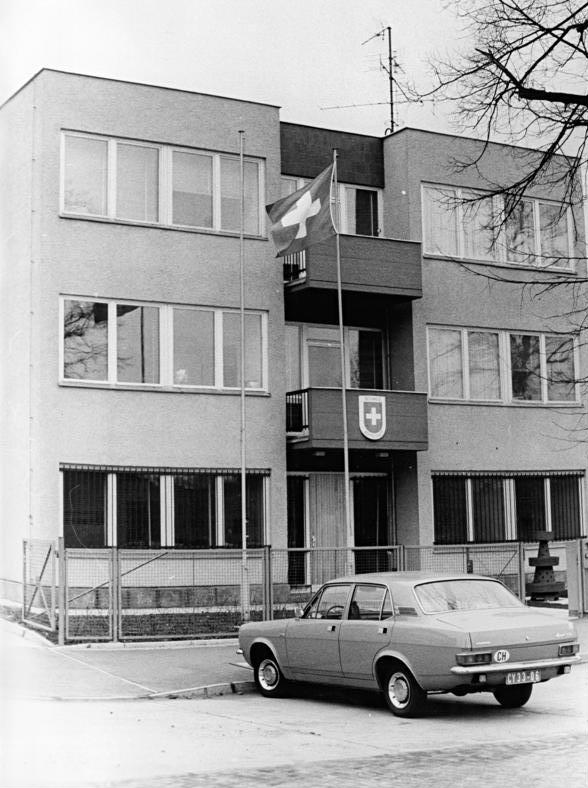
Schweizerische Botschaft in Berlin, Plattenbau Typ Pankow III von Eckart Schmidt in der Esplanade 21, 1973

Die Schweizer Botschaft in Ost-Berlin wurde am 3. Oktober 1990 infolge der Wiedervereinigung beider deutscher Staaten geschlossen.
| Ernennung Akkreditierung | Name               | Bemerkungen       | ernannt von    | akkreditiert bei der Regierung | Posten verlassen  |
| ------------------------ | ------------------ | ----------------- | -------------- | ------------------------------ | ----------------- |
| 18. März 1973            | Hans Miesch        |                   | Roger Bonvin   | Walter Ulbricht                | 21. Januar 1977   |
| 26. Januar 1977          | Friedrich Schnyder | (* 31. Juli 1917) | Kurt Furgler   | Erich Honecker                 | 30. Juni 1982     |
| 26. September 1982       | Peter Dietschi     |                   | Fritz Honegger | Erich Honecker                 | 21. August 1987   |
| 20. Oktober 1987         | Franz Birrer       | [ 2 ]             | Pierre Aubert  | Erich Honecker                 | 17. Dezember 1990 |